# Schlagetot farkasfalka
A Schlagetot farkasfalka a Kriegsmarine tengeralattjárókból álló, második világháborús támadóegysége volt, amely összehangoltan tevékenykedett 1941. október 20. és 1941. november 1. között az Atlanti-óceán északi részének közepépső területein,  Izlandtól délre és a Brit-szigetektől észak-északnyugatra. A Schlagetot (Bérgyilkos) farkasfalka kilenc búvárhajóból állt, amelyek két hajót elsüllyesztettek, egyet megrongáltak. Ezek összesített vízkiszorítása 23 364 brt volt. A tengeralattjárók nem szenvedtek veszteséget.

## A farkasfalka tengeralattjárói
| A hajó száma | Parancsnoka        | Részvétel kezdete | Részvétel vége    |
| ------------ | ------------------ | ----------------- | ----------------- |
| U–38         | Heinrich Schuch    | 1941. október 20. | 1941. november 1. |
| U–82         | Siegfried Rollmann | 1941. október 20. | 1941. november 1. |
| U–84         | Horst Uphoff       | 1941. október 20. | 1941. november 1. |
| U–85         | Eberhard Greger    | 1941. október 20. | 1941. november 1. |
| U–93         | Horst Elfe         | 1941. október 23. | 1941. november 1. |
| U–123        | Reinhard Hardegen  | 1941. október 20. | 1941. október 23. |
| U–202        | Hans-Heinz Linder  | 1941. október 20. | 1941. november 1. |
| U–203        | Rolf Mützelburg    | 1941. október 20. | 1941. november 1. |
| U–569        | Hans-Peter Hinsch  | 1941. október 20. | 1941. november 1. |

## Elsüllyesztett és megrongált hajók
| Dátum             | A búvárhajó száma | A hajó neve  | Nemzetisége        | Vízkiszorítása | Konvoj |
| ----------------- | ----------------- | ------------ | ------------------ | -------------- | ------ |
| 1941. október 21. | U–123             | HMS Aurania* | Egyesült Királyság | 13 984         | SL–89  |
| 1941. október 21. | U–82              | Serbino      | Egyesült Királyság | 4099           | SL–89  |
| 1941. október 21. | U–82              | Treverbyn    | Egyesült Királyság | 5281           | SL–89  |

* Megrongált hadihajó